# Kabinett Takeshita
| Amt                                                                                              | Name                                                                                      | Partei  | Faktion                       |
| ------------------------------------------------------------------------------------------------ | ----------------------------------------------------------------------------------------- | ------- | ----------------------------- |
| Premierminister                                                                                  | Takeshita Noboru                                                                          | LDP     | (Takeshita)                   |
| Staatsminister, Stellvertretender Premierminister bis 9. Dezember 1988                           | Miyazawa Kiichi                                                                           | LDP     | Miyazawa                      |
| Justizminister                                                                                   | Hayashida Yukio                                                                           | LDP     | Miyazawa                      |
| Außenminister                                                                                    | Uno Sōsuke                                                                                | LDP     | Nakasone                      |
| Finanzminister                                                                                   | Miyazawa Kiichi Takeshita Noboru ab 9. Dezember 1988 Murayama Tatsuo ab 24. Dezember 1988 | LDP LDP | Miyazawa (Takeshita) Miyazawa |
| Bildungsminister                                                                                 | Gentarō Nakajima                                                                          | LDP     | Abe                           |
| Gesundheits- und Sozialminister zuständig für das Rentenproblem                                  | Takao Fujimoto                                                                            | LDP     | Kōmoto                        |
| Minister für Landwirtschaft, Forsten und Fischerei                                               | Takashi Satō                                                                              | LDP     | Abe                           |
| Minister für Internationalen Handel und Industrie                                                | Tamura Hajime                                                                             | LDP     | Takeshita                     |
| Verkehrsminister zuständig für den Neuen Internationalen Flughafen                               | Shintarō Ishihara                                                                         | LDP     | Abe                           |
| Postminister                                                                                     | Masaaki Nakayama                                                                          | LDP     | Nakasone                      |
| Arbeitsminister                                                                                  | Tarō Nakamura                                                                             | LDP     | Takeshita                     |
| Bauminister                                                                                      | Ochi Ihei                                                                                 | LDP     | Nakasone                      |
| Innenminister Vorsitzender der Nationalen Kommission für Öffentliche Sicherheit                  | Kajiyama Seiroku                                                                          | LDP     | Takeshita                     |
| Chefkabinettssekretär                                                                            | Keizō Obuchi                                                                              | LDP     | Takeshita                     |
| Leiter der Behörde für Management und Koordination                                               | Osamu Takatori                                                                            | LDP     | Takeshita                     |
| Leiter der Behörde für die Entwicklung Okinawas Leiter der Behörde für die Entwicklung Hokkaidōs | Kasuya Shigeru                                                                            | LDP     | Miyazawa                      |
| Leiter der Verteidigungsbehörde                                                                  | Tsutomu Kawara Tazawa Kichirō ab 12. August 1988                                          | LDP LDP | Miyazawa Miyazawa             |
| Leiter des Wirtschaftsplanungsamts                                                               | Eiichi Nakao                                                                              | LDP     | Nakasone                      |
| Leiter der Behörde für Wissenschaft und Technologie                                              | Itō Sōichirō                                                                              | LDP     | Kōmoto                        |
| Leiter der Umweltbehörde                                                                         | Horiuchi Toshio                                                                           | LDP     | Abe                           |
| Leiter der Behörde für Staatsland                                                                | Okuno Seisuke Utsumi Hideo ab 13. Mai 1988                                                | LDP LDP | — Takeshita                   |

Anmerkung: Der Parteivorsitzende und Premierminister gehört während seiner Amtszeit offiziell keiner Faktion an.